# Тыккозов, Азимбай
Азимбай Тыккозов (1888, аул Жетыконур, Семипалатинская область, Российская империя — 1976, село Жетыконур, Карагандинская область, Казахская ССР) — старший чабан колхоза «Бырлестык» Джезказганского района Карагандинской области, Казахская ССР. Герой Социалистического Труда (1948).

## Биография
Родился в 1888 году в семье кочевника-животновода в ауле Жетыконур Семипалатинской области.
С раннего возраста пас овец. В 1925 году вступил в товарищество по совместной обработке земли, которое позднее было преобразовано в колхоз «Бырлестык» Джезказганского района. Трудился чабаном, позднее — старшим чабаном.
В 1947 году вырастил 525 ягнят от 430 курдючных овец. Средний вес каждого ягнёнка к отбивке составил 45 килограммов. Указом Президиума Верховного Совета СССР от 23 июля 1948 года удостоен звания Героя Социалистического Труда за «получение высокой продуктивности животноводства в 1947 году» с вручением ордена Ленина и золотой медали «Серп и Молот» (№ 2567).
Этим же указом званием Героя Социалистического Труда были удостоены труженики колхоза «Бырлестык» управляющий колхозной овцефермой Керимбек Туржанбаев и чабан Абайдилья Жумурткинов.
Трудился в колхозе до выхода на пенсию в 1959 году. Проживал в родном селе Жетыконур.
Умер в 1976 году.
Награды
- Герой Социалистического Труда
- Орден Ленина
- Орден Трудового Красного Знамени (1959)